# 摄魂怪
摄魂怪是英國奇幻小說《哈利波特》中的一种生物，被認為是世上最邪惡的怪獸之一。它們沒有靈魂，卻可以吸取別人的靈魂，人們要是和它們接觸一定時間，就會發瘋。它們在佛地魔復活前是阿茲卡班的獄卒。

## 描述
書中描寫，催狂魔具有人形，約3公尺高，身披黑色斗篷，僅露出灰色枯槁的手。它們猶如幽靈一般，沒有眼睛，但在嘴的部位有一個大洞。據描寫，它們像菌類一樣，生長於最黑最潮濕的地方，在那裡它們形成一股又濃又寒冷的煙霧。
催狂魔以人類的快樂為食物，被它們吸走快樂的人因只剩下痛苦的事，往往會發瘋，因此不少阿茲卡班囚犯最終都瘋掉甚至死去。
小說作者J·K·羅琳曾說過催狂魔不會繁殖，而是像真菌那樣增長。

## 靈感

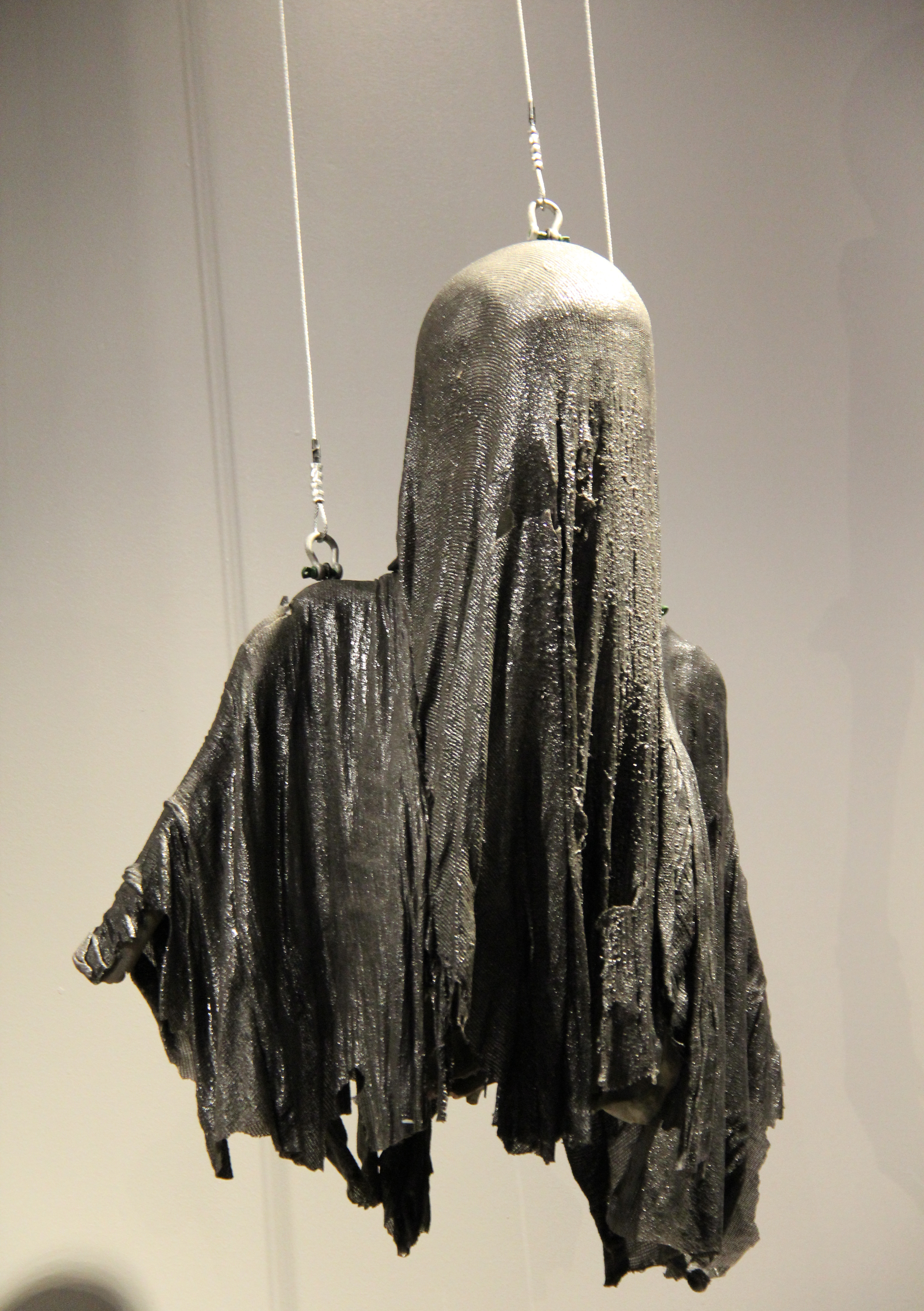
催狂魔頭部細節。

J·K·羅琳在受訪時表示創作催狂魔此一生物的靈感源自於她大學畢業後患上憂鬱症的时光。她還說自己在撰寫有關催狂魔的段落時便會止不住地憶起那段陰暗的時光。

## 電影
在哈利波特系列電影裡，催狂魔首次出現於《哈利波特：阿茲卡班的逃犯》，是用電腦動畫打造的:80。由於其黑暗的造型較為突出，讓部分的幼年觀眾感到恐懼。

## 評價及反響
在BuzzFeed網站的「哈利波特壞蛋排行榜」中，催狂魔位居第13名。

## 瑣事
2017年，非洲的尚比亞共和國傳出在一家購物中心上空有類似催狂魔的身影出現，持續時間長達半小時，且被拍下照片，不過有專家質疑該張照片是經過加工的。